# Реутова Олена Василівна
Олена Василівна Реутова (нар. 18 серпня 1968) — українська академічна веслувальниця, яка виступала за збірну України з академічного веслування в період 1993—1996 років. Учасниця двох чемпіонатів світу та Олімпійських ігор в Атланті.

## Життєпис
Олена Реутова народилася 18 серпня 1968 року. Проходила підготовку в Дніпропетровську .
Дебютувала на дорослому міжнародному рівні в сезоні 1993 року, коли увійшла до основного складу української національної збірної та побувала на чемпіонаті світу в Рачіце — стартувала тут в заліку жіночих парних четвірок, потрапила до втішного фіналу В, де посіла третє місце.
У 1995 році виступила на світовій першості в Тампере — цього разу змагалася в парних двійках, дійшла до фіналу В і прийшла там до фінішу першою.
Завдяки низці вдалих виступів удостоїлася права захищати честь країни на Олімпійських іграх 1996 року в Атланті — разом з напарницею по двійці парних Тетяною Устюжаніною не змогла пройти до головного фіналу і показала в фіналі В другий час. Таким чином, в підсумковому протоколі змагань розташувалася на восьмому рядку .
Після Атлантської Олімпіади Реутова вже не показувала більш-менш значних результатів на міжнародній арені.